# Valkeajärvi (sjö i Mänttä-Filpula, Birkaland)
Valkeajärvi är en sjö i kommunen Mänttä-Filpula i landskapet Birkaland i Finland. Sjön ligger 103,8 meter över havet. Arean är 1,07 kvadratkilometer och strandlinjen är 7,34 kilometer lång. Sjön  ingår i Kumo älvs huvudavrinningsområde.   Den ligger omkring 68 km norr om Tammerfors och omkring 210 km norr om Helsingfors. 
I sjön finns öarna Salakkakari, Ojankari och Pukkisaari. Valkeajärvi ligger väster om Elännejärvi. 